# Saint-Loyer-des-Champs
Saint-Loyer-des-Champs ist eine Ortschaft und eine ehemalige französische Gemeinde mit 365 Einwohnern (Stand: 1. Januar 2022) im Département Orne in der Region Normandie. 
Mit Wirkung vom 1. Januar 2015 wurden die früheren Gemeinden Saint-Christophe-le-Jajolet, Marcei, Saint-Loyer-des-Champs und Vrigny zur Commune nouvelle Boischampré zusammengelegt und haben in der neuen Gemeinde den Status einer Commune déléguée. Der Verwaltungssitz befindet sich im Ort Saint-Christophe-le-Jajolet.

## Lage
Nachbarorte sind Argentan im Nordwesten, Juvigny-sur-Orne im Norden, Aunou-le-Faucon im Nordosten, Boissei-la-Lande im Südosten, Marcei im Süden und Saint-Christophe-le-Jajolet im Südwesten.

## Bevölkerungsentwicklung

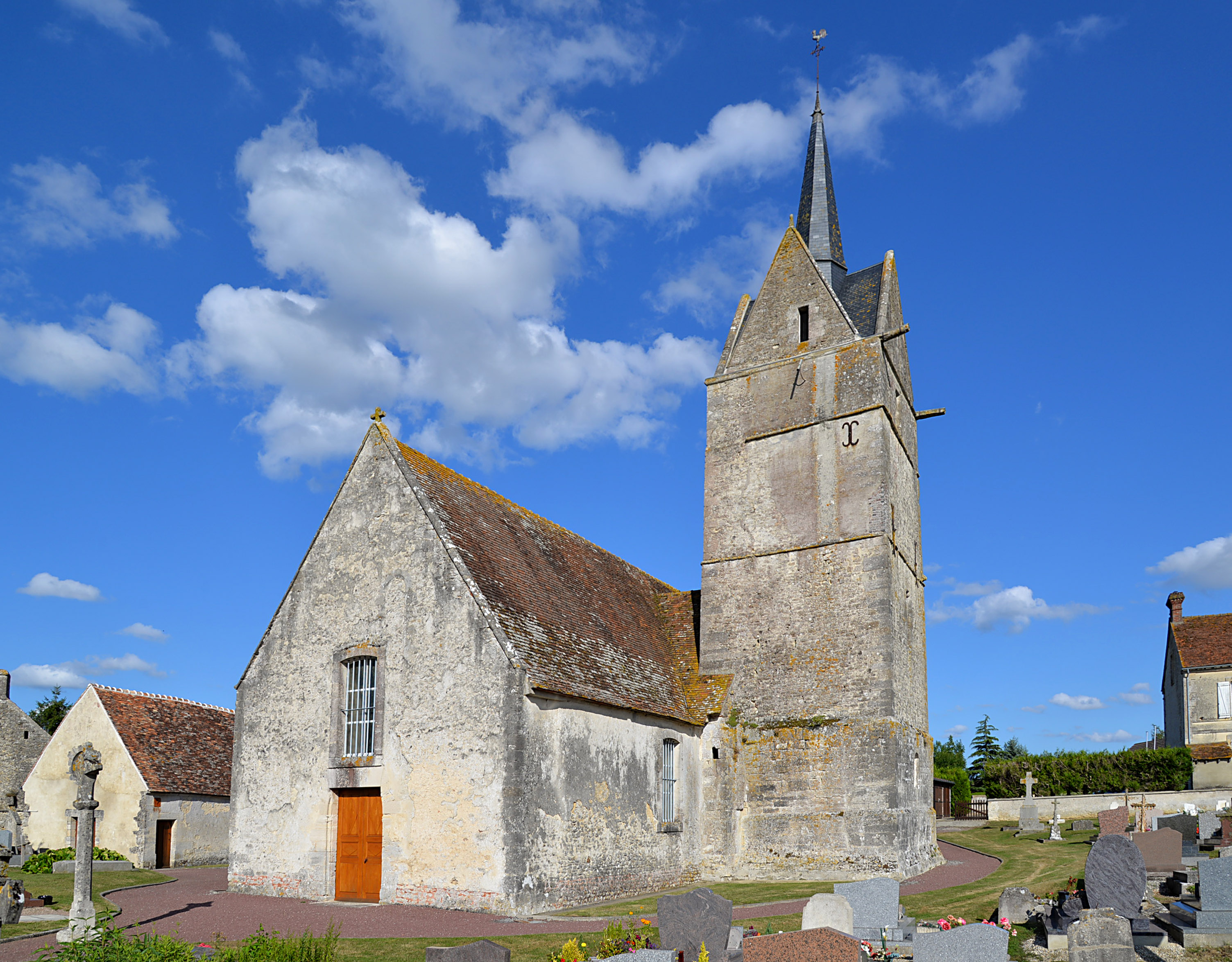
Kirche Saint-Loyer

| Jahr      | 1962 | 1968 | 1975 | 1982 | 1990 | 1999 | 2008 | 2015 |
| --------- | ---- | ---- | ---- | ---- | ---- | ---- | ---- | ---- |
| Einwohner | 226  | 206  | 192  | 224  | 361  | 349  | 388  | 387  |